# Championnats de Russie de VTT
Les championnats de Russie de vélo tout terrain sont des compétitions annuelles permettant de délivrer les titres de champions de Russie de VTT.

## Palmarès masculin

### Cross-country
| Année | Or             | Argent          | Bronze           |
| ----- | -------------- | --------------- | ---------------- |
| 2004  | Ivan Seledkov  | Maxim Gogolev   | Andrej Mukhine   |
| 2005  | Yury Trofimov  | Maxim Gogolev   | Evgenii Pechenin |
| 2009  | Ivan Seledkov  | Maxim Gogolev   | Alekseï Medvedev |
| 2010  | Maxim Gogolev  | Anton Gogolev   | Artem Orlov      |
| 2011  | Ivan Seledkov  | Maxim Gogolev   | Evgenii Pechenin |
| 2012  | Anton Gogolev  | Ivan Seledkov   | Maxim Gogolev    |
| 2013  | Maxim Gogolev  | Ivan Seledkov   | Anton Sintsov    |
| 2014  | Anton Sintsov  | Timofei Ivanov  | Maxim Gogolev    |
| 2015  | Maxim Gogolev  | Pavel Priadein  | Evgenii Pechenin |
| 2016  | Timofei Ivanov | Anton Sintsov   | Ivan Seledkov    |
| 2017  | Anton Sintsov  | Timofei Ivanov  | Ivan Seledkov    |
| 2018  | Ivan Seledkov  | Anton Sintsov   | Timofei Ivanov   |
| 2019  | Anton Sintsov  | Sergey Nikolaev | Ivan Filatov     |
| 2020  | Timofei Ivanov | Ivan Filatov    | Sergey Nikolaev  |

### Marathon

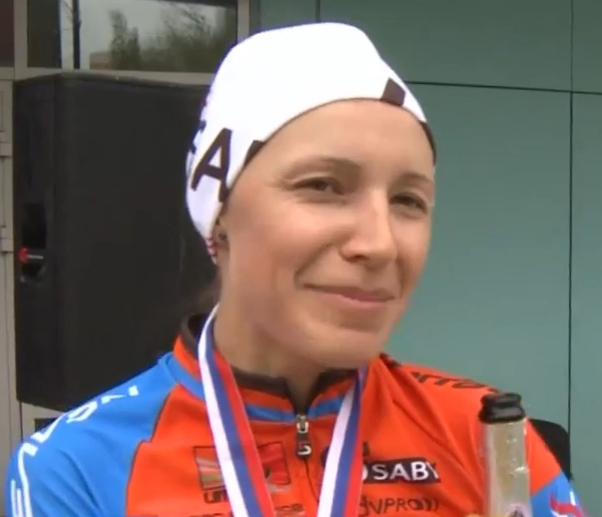
Vera Medvedeva.

| Année | Or               | Argent           | Bronze              |
| ----- | ---------------- | ---------------- | ------------------- |
| 2016  | Alekseï Medvedev | Anton Gogolev    | Aleksander Stafilov |
| 2017  | Maxim Gogolev    | Vadim Zhuravlev  | Dmitry Medvedev     |
| 2018  | Sergey Nikolaev  | Ruslan Boredskiy | Maxim Gogolev       |
| 2019  | Alekseï Medvedev | Dmitry Medvedev  | Maxim Gogolev       |

## Palmarès féminin

### Cross-country
| Année | Or                 | Argent                  | Bronze                  |
| ----- | ------------------ | ----------------------- | ----------------------- |
| 2005  | Irina Kalentieva   | Oksana Rybakova         | Marina Smirnova         |
| 2006  | Irina Kalentieva   | Oksana Rybakova         | Evgenia Belozerova      |
| 2007  | Irina Kalentieva   | Vera Andreeva           | Oksana Rybakova         |
| 2008  | Irina Kalentieva   | Vera Andreeva           | Oksana Rybakova         |
| 2009  | Evgenia Belozerova | Elena Babikova-Gogoleva | Vera Andreeva           |
| 2010  | Irina Kalentieva   | Oksana Rybakova         | Evgenia Belozerova      |
| 2011  | Vera Andreeva      | Oksana Rybakova         | Kseniya Kirillova       |
| 2012  | Irina Kalentieva   | Vera Andreeva           | Elena Babikova-Gogoleva |
| 2013  | Irina Kalentieva   | Ekaterina Anoshina      | Vera Andreeva           |
| 2014  | Irina Kalentieva   | Ekaterina Anoshina      | Anna Konovalova         |
| 2015  | Irina Kalentieva   | Olga Terentyeva         | Nadezhda Antonova       |
| 2016  | Irina Kalentieva   | Guzel Akhmadullina      | Olga Terentyeva         |
| 2017  | Ekaterina Anoshina | Irina Kalentieva        | Guzel Akhmadullina      |
| 2018  | Irina Kalentieva   | Olga Terentyeva         | Vera Medvedeva          |
| 2019  | Viktoria Kirsanova | Vera Medvedeva          | Olga Terentyeva         |
| 2020  | Viktoria Kirsanova | Vera Medvedeva          | Aleksandra Ushakova     |

### Marathon
| Année | Or                      | Argent                  | Bronze               |
| ----- | ----------------------- | ----------------------- | -------------------- |
| 2016  | Guzel Akhmadullina      | Elena Babikova-Gogoleva | Ekaterina Abrosimova |
| 2017  | Elena Babikova-Gogoleva | Marina Tumanova         | Eugenia Tretiakova   |
| 2018  | Vera Medvedeva          | Guzel Akhmadullina      | Oksana Rybakova      |
| 2019  | Elvira Khayrullina      | Elena Babikova-Gogoleva | Daria Rogozina       |